# Chernyshinellinae
Chernyshinellinae es una subfamilia de foraminíferos bentónicos incluida tradicionalmente en la Familia Tournayellidae, de la Superfamilia Tournayelloidea y del Orden Fusulinida. Su rango cronoestratigráfico abarca desde el Fameniense (Devónico superior) hasta el Namuriense (Carbonífero inferior).

## Discusión
Algunas clasificaciones más recientes incluyen Chernyshinellinae en la Familia Chernyshinellidae, y en el Suborden Tournayellina, del Orden Tournayellida, de la Subclase Fusulinana y de la Clase Fusulinata.

## Clasificación
Chernyshinellinae incluye a los siguientes géneros:
- Chernobaculites †
- Chernyshinella †
- Chernyshinellina †
- Condrustella †
- Eblanaia †
- Endochernella †
- Lipinellina †
- Mstinia †
- Nevillea †
- Nodochernyshinella †
- Rectotournayellina †
- Spinochernella †
- Spinotournayella †
- Tournayellina †

Otros géneros considerados en Chernyshinellinae son:
- Birectochernyshinella †, considerado subgénero de Chernyshinella, Chernyshinella (Birectochernyshinella), y aceptado como Rectochernyshinella
- Endochernyshinella †, considerado subgénero de Chernyshinella, Chernyshinella (Endochernyshinella)
- Eochernyshinella †, considerado subgénero de Chernyshinella, Chernyshinella (Eochernyshinella)
- Eotournayellina †, considerado subgénero de Tournayellina, Tournayellina (Eotournayellina)
- Georgella †, sustituido por Nevillea
- Nevillella †, considerado nombre superfluo de Nevillea
- Prochernyshinella †, considerado subgénero de Chernyshinella, Chernyshinella (Prochernyshinella)